# Papias (lexicographe)
Pour les articles homonymes, voir Papias (homonymie).
Papias, appelé parfois Papias le Lombard, est un lexicographe de langue latine, qui a vécu en Italie au milieu du XIe siècle. Il est l'auteur d'un Elementarium doctrinae rudimentum, qui est un dictionnaire latin.

## Biographie
On ne sait pratiquement rien sur sa vie, si ce n'est qu'il a probablement vécu en Italie du nord. Son nom doit être un pseudonyme, tiré du grec byzantin παπίας, le « précepteur ». Bruno de Wurtzbourg avait vu une version préparatoire du dictionnaire avant sa mort, qui date de 1045. Albéric de Trois-Fontaines indique dans ses Chronica qu'il a été publié en 1053.
On lui attribue aussi une Ars grammatica.

## Elementarium doctrinae rudimentum
Le Rudimentum est souvent considéré comme le premier dictionnaire monolingue, au sens où on l'entend aujourd'hui, et Papias représente donc une étape importante dans l'histoire de la lexicographie. Il classe les lemmes par ordre alphabétique (en fonction des trois premières lettres du mot), avec plus de rigueur que ses prédécesseurs. Le classement alphabétique est souvent combiné avec un classement dérivationnel, regroupant les mots par familles dérivant d'un même mot de base (en général le verbe). Une autre innovation est la mention, de manière non systématique, du genre des noms à l'aide des lettres m, f, n, ainsi que du modèle de déclinaison ou de conjugaison. Il donne parfois des synonymes ou illustre d'une citation.
Il fait précéder son dictionnaire d'une préface, dédiée à ses fils, dans laquelle il expose sa méthode. Cette préface témoigne d'une vraie réflexion lexicologique, même s'il n'a pas toujours respecté dans le corps de l'œuvre ce qui est annoncé dans la préface.

## Sources et influence de l'œuvre
Parmi ses sources, on reconnaît Isidore de Séville, Priscien, Boèce, les commentateurs carolingiens de Martianus Capella et spécialement Remi d'Auxerre, le Liber glossarum. Le grand nombre des manuscrits (plus d'une centaine) qui nous sont parvenus témoigne de son influence. L'édition princeps date de 1476 à Milan, sous le titre Vocabularium ; d'autres éditions furent imprimées à Venise à partir de 1485.